# آب آیورکس
آب آیورکس (انگلیسی: Ub Iwerks؛ ۲۴ مارس ۱۹۰۱ – ۷ ژوئیهٔ ۱۹۷۱) یک کارگردان، پویانما، طراح کاراکتر، سرپرست جلوه های ویژه و کارتونیست اهل ایالات متحده آمریکا بود. وی بین سال‌های ۱۹۲۰ تا ۱۹۷۱ میلادی فعالیت می‌کرد. او سازنده اسوالد، خرگوش خوش‌شانس و میکی موس است.